# Епархия Гавра
Епархия Гавра (лат. Dioecesis Portus Gratiae, фр. Diocèse du Havre) — епархия Римско-католической церкви с центром в городе Гавр, Франция. Епархия Гавра входит в митрополию Руана. В настоящее время епархией управляет епископ Жан-Люк Брунен. Почётный епископ — Мишель Жан Гийар.
Клир епархии включает 84 священников (77 епархиальных и 7 монашествующих священников), 3 диакона, 9 монахов, 110 монахинь.
Адрес епархии: B.P. 1029, 17 rue Percanville, 76061 Le Havre CEDEX, France. Телефон: 232 749720. Факс: 232 749721.

## Территория
В юрисдикцию епархии входит 21 приход в департаменте Приморская Сена в регионе Верхняя Нормандия во Франции.
Кафедра епископа находится в городе Гавр в церкви Нотр Дам дю Гавр.

## История
Кафедра Гавра была основана 6 июля 1974 года буллой Quae Sacrosanctum Папы Павла VI на территории, выделенной из архиепархии Руана.

## Ординарии епархии
- Мишель Мари Поль Содро (6.07.1974 — 9.07.2003)
- Мишель-Жан Гийар (9.07.2003 — 24.06.2011)
- Жан-Люк Брунен (c 24 июня 2011 года)

## Статистика
На июнь 2011 года из 411 132 человек, проживающих на территории епархии, католиками являлись 308 502 человека, что соответствует 75 % от общего числа населения епархии.
| год  | население | население | население | священники | священники        | священники         | священники                           | постоянные диаконы | монахи  | монахи  | приходы |
| год  | католики  | всего     | %         | всего      | белое духовенство | черное духовенство | число католиков на одного священника | постоянные диаконы | мужчины | женщины | приходы |
| ---- | --------- | --------- | --------- | ---------- | ----------------- | ------------------ | ------------------------------------ | ------------------ | ------- | ------- | ------- |
| 1980 | 322.000   | 392.000   | 82,1      | 162        | 152               | 10                 | 1.987                                | 2                  | 20      | 213     | 176     |
| 1990 | 332.000   | 404.000   | 82,2      | 121        | 115               | 6                  | 2.743                                |                    | 8       | 131     | 174     |
| 1999 | 318.700   | 398.457   | 80,0      | 77         | 77                |                    | 4.138                                | 10                 | 6       | 152     | 21      |
| 2000 | 319.089   | 398.862   | 80,0      | 78         | 78                |                    | 4.090                                | 10                 | 6       | 152     | 21      |
| 2001 | 319.089   | 398.862   | 80,0      | 76         | 73                | 3                  | 4.198                                | 1                  | 6       | 152     | 21      |
| 2002 | 319.090   | 398.862   | 80,0      | 76         | 72                | 4                  | 4.198                                | 15                 | 7       | 122     | 20      |
| 2003 | 319.090   | 398.862   | 80,0      | 72         | 67                | 5                  | 4.431                                | 15                 | 8       | 121     | 21      |
| 2004 | 300.000   | 399.000   | 75,2      | 84         | 77                | 7                  | 3.571                                | 13                 | 9       | 110     | 21      |